# Аерологічні діаграми
Аерологі́чні діагра́ми — термодинамічні діаграми, спеціально пристосовані для обробки даних аерологічного зондування атмосфери, зокрема обчислень зміни стану повітря при його адіабатичному вертикальному переміщенні. На аерологічних діаграмах, крім адіабат, нанесено ізолінії питомої вологості, або пружності насичення.
Існує багато варіантів аерологічних діаграм. Найпоширеніші (в дужках позначено величини, які відкладені по осях координат):
- емаграма[en](T, -lg p)
- тефіграма[en] (T, φ)
- аерограма (lg T, -T lg p)
- зондограма (lg T, φ)

де T — температура, p — тиск, φ — ентропія повітря.
В метеорологічній службі колишнього СРСР використовувались переважно емаграми.